# De l'espoir en l'avenir
 (septembre 2024).
Si vous disposez d'ouvrages ou d'articles de référence ou si vous connaissez des sites web de qualité traitant du thème abordé ici, merci de compléter l'article en donnant les références utiles à sa vérifiabilité et en les liant à la section « Notes et références ».
De l'espoir en l'avenir – propos sur l'anarchisme et le socialisme est un ouvrage du linguiste et philosophe américain Noam Chomsky paru en 2001 aux éditions Agone (traduction de Geneviève Lessard et Martin Zemliak).

## Présentation
Ce livre regroupe quatre textes dans lesquels Noam Chomsky parle de ses convictions politiques :
- « Théorie & pratique de l'anarcho-syndicalisme » est la retranscription d'une entrevue accordée au journaliste Peter Jay.
- « Réflexions sur l'anarchisme » est la préface de l'ouvrage l'Anarchisme de Daniel Guérin.
- « Union Soviétique & socialisme » est un texte paru initialement dans la revue Our Generation.
- « De l'anarchisme, du marxisme & de l'espoir dans l'avenir » est la retranscription d'une entrevue accordée à Kevin Doyle.

## Résumé
Noam Chomsky rappelle que pour les anarchistes, la valeur suprême est la liberté individuelle. Toute autorité est arbitraire et doit se légitimer rationnellement. Aussi, dans le socialisme libertaire, l'un des courants de l'anarchisme, les travailleurs possèdent et gèrent eux-mêmes collectivement l'activité économique. Le pouvoir est exercé par des assemblées de délégués, jusqu'à l'échelle internationale. Dès lors, aucune position de pouvoir permanente ne saurait exister car, comme le montre l'histoire contemporaine, dès qu'une classe dirigeante apparaît, elle privilégie son intérêt à celui du peuple : État centralisé, nomenklatura soviétique, grands capitalistes, etc. A contrario, Noam Chomsky cite comme exemples historiques de socialisme libertaire la Révolution espagnole, la Commune de Paris et les kibboutzim israéliens.

## Citation
« Plus [les] concentrations de pouvoir et d’autorité s’accentueront, plus le dégoût qu’elles inspirent et les efforts d’organisation en vue de les détruire grandiront. Tôt ou tard, ces efforts seront victorieux, je l’espère. »

## Éditions
- De l'espoir en l'avenir - propos sur l'anarchisme et le socialisme, Noam Chomsky, éditions Agone, Marseille, collection « contre-feux », 2001, 120 p.,  (ISBN 2910846865).
- De l'espoir en l'avenir - entretiens sur l'anarchisme et le socialisme, Noam Chomsky, nouvelle édition revue et corrigée, Lux éditeur, Montréal, 2007, 84 p.,  (ISBN 978-2-922494-42-6).